# Cratere Deslandres
Deslandres è un cratere meteoritico sulla superficie della Luna.
È intitolato allo scienziato Henri-Alexandre Deslandres.

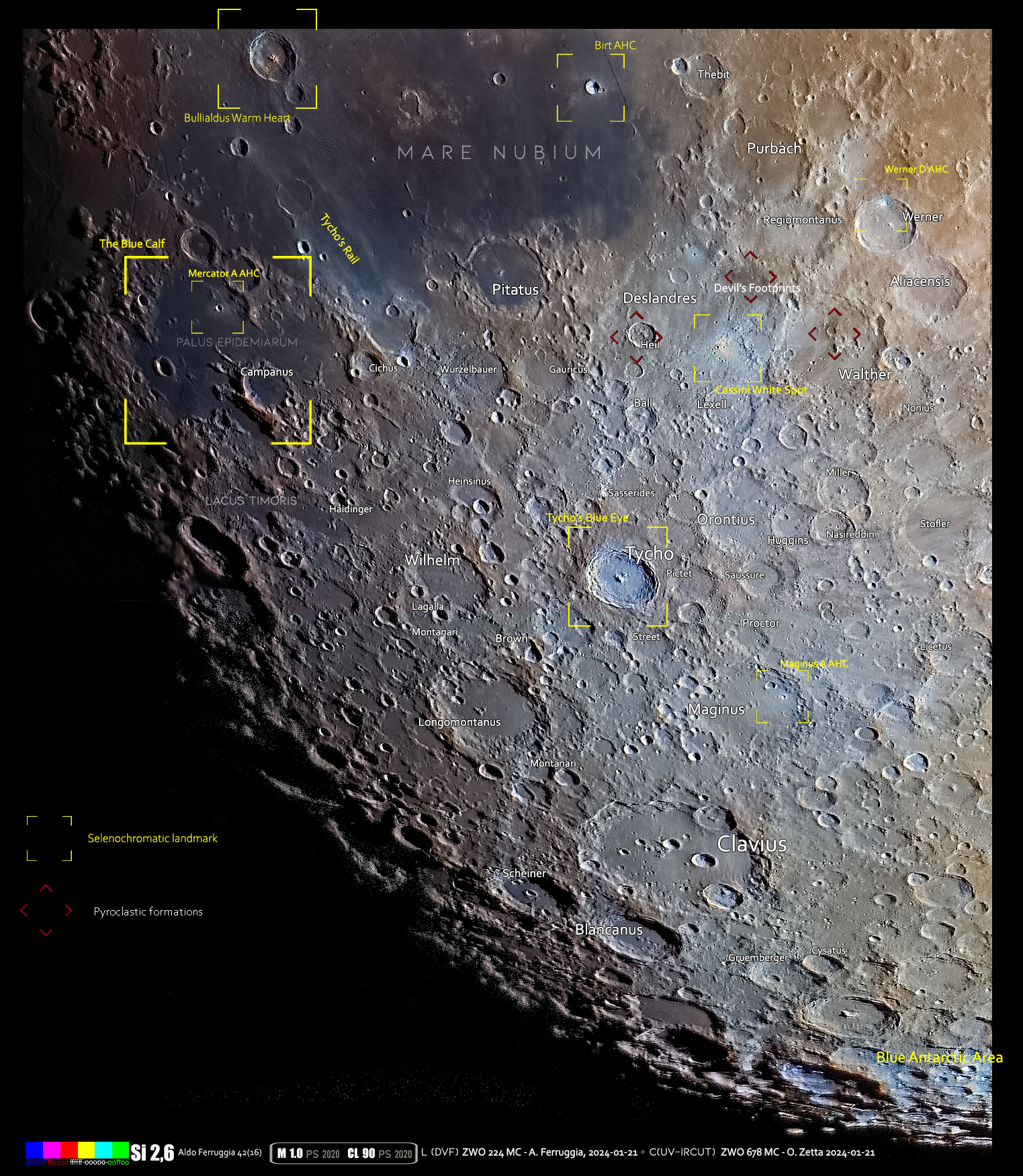
Area del cratere in formato selenocromatico